# Гана
Вижте пояснителната страница за други значения на Гана.
Република Гана (на английски: Republic of Ghana) е държава в Западна Африка. Има площ 238 535 km² и граничи с Того на изток, Буркина Фасо на север, Кот д'Ивоар на запад и Атлантическия океан. По дължина на крайбрежието се простира низина с ширина до 15 km, а в централните части на страната е платото Ашанти (вис. до 300 m). В източните части са разклоненията на планината Атакора.
Столицата на Гана е Акра, в която са и двата национални парка – замъкът Кристианброс от 17 век и националният музей.
В Гана се изповядват едновременно християнската и мюсюлманска религии. От огромно значение за населението е връзката с родовите корени, което личи от имената им.

## История
В по-голямата част от Африка на юг от Сахара, но на север от тропическите джунгли, след 500 г. се развива земеделието. Образуват се добре организирани села, подобни на селата каквито са днес. Обработването на земята започва най-рано в южните части на Сахара. Към края на класическата епоха в Западна Африка се оформят районни кралства, като първата голяма държава е Гана. Гана среща предизвикателства като гъстата растителност, болестите по домашните животни, но все пак бавно разпространява земеделието на юг. Земеделската икономика, развита в Гана, въздейства на новите кралства на запад от Нил. Търговията донася нови култури от Югоизточна Азия около 100 г. от н.е.
Между 5 и 13 век господството на Гана се разпростира приблизително над южния граничен регион от съвременна Мавритания и Мали. Основното население на Гана са племената сонинке, клон на манде, който наред с банту е главно езиково семейство от нигеро-конгоанската езикова група. „Гана“, както е известна на чужденците, е една от титлите на нейния крал. През 8 и 9 век Гана се появява в арабски източници. Най-ранният писмен текст, в който се появява Гана, е от 8 век и принадлежи на арабския географ ал-Фазари, който споменава „територията на Гана, земя на злато“. Най-пълното изложение за Гана е създадено от арбския пътешественик ал-Бакри през 11 век.
В миналото завладяването на Гана винаги е приписвано на Алморавидите от юг и е отнасяно към 1076 г. Последните изследвания на арабски извори от по-късно време поставят под въпрос събитията в действителност. Със сигурност можем да твърдим, че е имало някакъв въоръжен конфликт между Алморавидите и сонинке. Сонинке са изтласкани към Аудагаст и това слага край на търговията. През последната четвърта на XI век управниците на Гана – сонинке приемат исляма, не е сигурно дали по насилствен начин или по мирен път. Несъмнено в началото на XII в. Гана е вече ислямска държава.
Със смъртта на халифа Абу Бакр през 1087 силите на Алморавидите са до голяма степен изтеглени на север. Мнозина от най-добрите ислямски бойци са изкушени да изоставят южната пустиня и да се присъединят към Юсуф. Започва дезертьорство сред техните сили. Това позволява на управинците на Гана, сонинке, а по-късно – и на малинке, да си върнат териториите.
През 12 – 16 век в. в империята Мали в Северна Африка се обособява професонална гилдия от търговци (наречени уангара на запад и дюла на изток). По произход те принадлежат към племената сонинке, малинке или бамана и обичайно са мюсюлмани. Проникват в горите и търгуват ядки, храна и злато. Търговските им маршрути включват градовете Уалата, Тадмека, и Тумбукту и Гао. Именно дюла през 14 в. достигат до Гана и внасят в транссахарската търговия цяло ново перо в търговията със злато.
Движението за независимост на Индия през 1947 г, разпалва страстите в колониите на Британската Империя. В Британска Западна Африка, борбата за независимост е оглавена от колония Западен брят (бивше кралство Гана). През 1946 г. британците отново ревизират конституцията на колонията и дават възможност на местното африканско мнозинство да бъде представено в законодателната власт. По това време британците все още вярват, че самоуправлението на Гана може да бъде постигнато чрез известна реформа на съществуващата система на „косвено управление“. Тя изключва малцината образовани и влиятелни африканци, които са решени да получат по-голям дял в управлението. През 1947 неколцина успели бизнесмени и юристи от Акра и други крайбрежни градове основават Конвенцията за защита на Златния бряг. Те искат преразглеждане на Конституцията, която да увеличи избраните, а не номинираните членове на правителството. През 1948 г. се случва събитие, което ускорява процесите. Полицията открива огън срещу демонстранти, които протестират срещу масово поскъпване на живота. Изстрелите провокират масови брожения в Акра, Кумаси и други големи градове.
Образувана от сливането на британската колония Златен бряг и британската част на Тоголанд, Гана през 1957 година става първата страна в колониална Африка, която получава независимост. Основател и първи президент на съвременната Ганайска държава става борецът за колониално освобождение Кваме Нкрума. Впоследствие е основана нова партия на религиозна основа – национално освободително движение, която не се доверява на НКрума и неговата Партия на съгласието.
Нкрума е свален от подпомогнат от ЦРУ преврат. Серията последващи преврати свършва с идването на власт на лейтенант Джери Раулингс през 1981 година. При неговото управление е преустановено действието на конституцията и са забранени политическите партии. Нова конституция, възстановяваща многопартийната система, е одобрена през 1992 година, като Раулингс е избран в свободни избори през същата година, а също и в следващите през 1996 година. Изборите през 2000 г. са спечелени от Джон Куфур, който след два мандата, през 2009 година отстъпва поста на президент Джон Атта Милс. От 2019 г. президент е Нана Акуфу Аду.

## Политика
Въпреки че е член на Британската общност, Гана е република. Държавен глава е президентът Джон Атта Милс, десетият водач на страната от независимостта. Парламента на Гана е еднокамерен и доминиран от двете основни партии – Новата Патриотична Партия и Национален Демократичен Конгрес.
Кофи Анан (бивш генерален секретар на Организацията на Обединените Нации) е от Гана.
- Министър-председател на Гана
- Партии в Гана

## Икономика
Гана има двойно повече природни богатства на човек от населението от по-бедните страни в Западна Африка. Дори така, Гана остава силно зависима от международната финансова и техническа помощ. Злато, дървесина и производство на какао са главните стоки за износ. Благодарение на ефективното използване на природните си ресурси, сравнително ниската корупция, разнообразните източници на доходи от износ и голямата диаспора, Гана има доста по-висок брутен вътрешен продукт от повечето Западноафрикански държави, но все още на глава от населението се падат едва $1500. Доброто макроикономическо управление, високите цени на златото и какаото поддържат растежа на икономиката в последните години.
Гана разполага с редица важни природни ресурси, като злато, боксити, диаманти, и манган. През 2007 година е открито и голямо петролно находище, съдържащо според оценки 3 милиарда барела нефт.
Вътрешната икономика продължава да се върти около земеделието, което дава 40% от БВП и ангажира 60% от работната сила – главно малки земевладелци. През 1995 – 97, Гана прави цялостен прогрес по тригодишна структурна програма за развитие в сътрудничество с МВФ. Увеличаването на заплатите в обществения сектор и ангажиментите по регионалното мироопазване води до инфлация, обезценяване на кеди и издигащо се обществено недоволство към строгите мерки в Гана.

## Административно деление
Гана е разделена на 138 общини, които са обособени в 10 региона:
- Ашанти
- Бронг Ахафо
- Волта
- Голяма Акра
- Горнозападен
- Горноизточен
- Западен
- Източен
- Северен
- Централен

## География
Гана се намира на Гвинейския залив, само на няколко градуса от екватора. Бреговата линия е предимно ниска с песъчлив бряг зад полета и шубраци, пресечена от няколко реки и потоци. Пояса на тропическите гори се простира на север от брега. На север от този пояс страната е покрита от ниски храсти, савана и тревисти полета.
Климатът е тропически. Източният крайбрежен пояс е топъл и сравнително сух, югозападният край е горещ и влажен, северния горещ и сух. Езерото Волта, най-голямото изкуствено езеро в света, се намира в източна Гана.
| температура | януари | февуари | март  | април | май   | юни   | юли   | август | септември | октомври | ноември | декември |
| ----------- | ------ | ------- | ----- | ----- | ----- | ----- | ----- | ------ | --------- | -------- | ------- | -------- |
| минимална   | 24 °C  | 25 °C   | 26 °C | 26 °C | 25 °C | 24 °C | 23 °C | 23 °C  | 23 °C     | 24 °C    | 24 °C   | 24 °C    |
| максимална  | 32 °C  | 33 °C   | 33 °C | 32 °C | 32 °C | 30 °C | 29 °C | 28 °C  | 29 °C     | 31 °C    | 32 °C   | 32 °C    |

### Главни градове
- Навронго
- Асаманкесе
- Съняни
- Болгатанга
- Кофоридуа
- Кейп Кост – Крепост Кейп Кост и Университет в Кейп Кост
- Елмина – Крепост Елмина
- Хо
- Кумаси – жп. възел
- Нсавам – жп. възел
- Такоради – пристанище
- Тамале
- Тарква – жп. възел
- Тема – пристанище
- Ва
- Одумасе-Кробо
- Сомания
- Нкавкав
- Кпонг – (ВЕЦ)
- Акосомбо – (ВЕЦ)
- Аким-Мансо
- Нсоатре
- Кйеби
- Адента
- Мадина

## Население
- Главни народи – Акан 44%, Моши-Дагомба 16%, Еве 13%, Га 8% (Неафриканци 0,2%)
- Религии: Християни 71,2%, Местни религии 5,2%, Мюсюлмани 17,6%

## Езици
В Гана се говорят 79 местни езика.
Като в повечето бивши колонии в Африка официалният език е колониалният – английски. Девет местни езика имат статуса на държавни: Акан, Дагааре/Вале, Дагбане, Дангме, Еве, Га, Гоня, Казем и Нзема.

## Други
- Комуникации в Гана
- Транспорт в Гана
- Армия на Гана
- Външна политика на Гана
- Ислям в Гана
- Католицизъм в Гана